# Костышин, Михаил Иосифович
Михаил Иосифович Костышин (укр. Михайло Йосипович Костишин; 9 апреля 1971, с. Нижний Струтинь, Рожнятовский район, Ивано-Франковская область — 26 февраля 2014, Львов) — участник Евромайдана. В списке Небесной сотни. Герой Украины (2014, посмертно).

## Биография
Михаил Костышин родился 9 апреля 1971 года в селе Нижний Струтинь Рожнятовского района Ивано-Франковской области. Михаил был старшим ребёнком в семье. В подростковом возрасте Михаил из-за несчастного случая потерял правый глаз. Окончил лесотехнический техникум в Брянской области. Работал разнорабочим в Чехии, Польше и Португалии. После смерти отца в 2005 году проживал в родительском доме. Подрабатывал выполнение ремонтных работ.

## Обстоятельства гибели
27 января 2014 года, близ села Гамалиевка Пустомытовского района Львовской области, находясь в автобусе получил тупую травму живота при неустановленных обстоятельствах. Позже в тот же день был доставлен в Коммунальную городскую клиническую больницу города Львова, в которой скончался от полученной травмы в ночь на 26 февраля 2014 года. Похоронен в родном селе Нижний Струтинь. Для расследования обстоятельств происшествия были открыты производства 1-кс/461/1681/16, 1-кс/461/3110/16 по уголовному делу 461/2278/16-к.
По свидетельствам родственников посещал «Евромайдан» сразу после разгона 30 ноября 2013 года. По данным, которые опубликовал Анатолий Шарий, сообщения о гибели Костышина в результате событий на Майдане не подтверждаются материалами уголовного дела.

## Награды
- Звание Герой Украины с вручением ордена «Золотая Звезда» (21 ноября 2014, посмертно) — за гражданское мужество, патриотизм, героическое отстаивание конституционных принципов демократии, прав и свобод человека, самоотверженное служение Украинскому народу, обнаруженные во время Революции достоинства[4]
- Медаль «За жертвенность и любовь к Украине» (УПЦ КП, июнь 2015) (посмертно)[5]